# Fokker-Plage

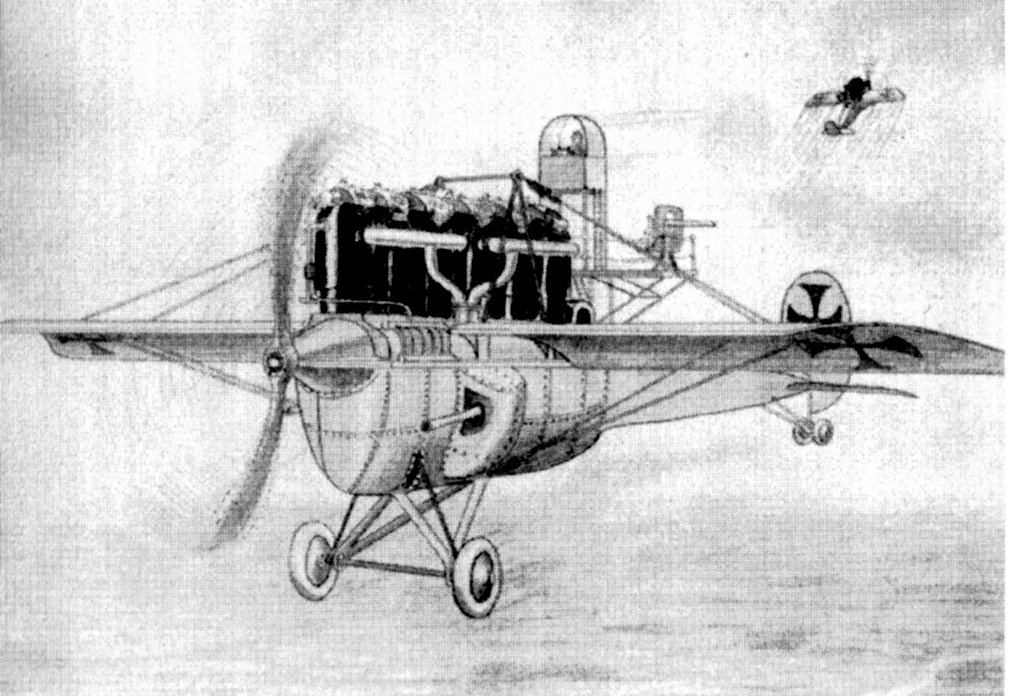
Britische Karikatur der „Fokker-Plage“ von Anfang Februar 1916. Das deutsche Flugzeug wird deutlich übertrieben motorisiert und bewaffnet dargestellt.

Die Fokker-Plage (englisch Fokker Scourge) bezeichnet einen Zeitraum vom August 1915 bis zum Jahresanfang 1916 im Luftkrieg des Ersten Weltkriegs, als der mit dem neuartigen Unterbrechergetriebe ausgestattete Fokker Eindecker mit starr eingebautem Maschinengewehr eine Periode der Luftüberlegenheit für die deutschen Luftstreitkräfte über das britische Royal Flying Corps und die französische Aéronautique Militaire herstellte. Diese Periode endete, als neuere alliierte Flugzeuge wie die Nieuport 11 und die Airco DH.2 verfügbar wurden, die es mit der Fokker aufnehmen konnten.
Der Begriff wurde erst im Sommer 1916 von der britischen Presse geprägt, als die Fokker auf deutscher Seite nur noch eine marginale Rolle spielte und bereits durch modernere D-Typen, das heißt Doppeldecker-Jagdflugzeuge abgelöst wurde. Hintergrund war das Bestreben interessierter Kreise, die Regierung zur Aufgabe ihrer Abhängigkeit von der staatlichen Royal Aircraft Factory und zur Vergabe von Aufträgen an die freie Wirtschaft zu bewegen.

## Hintergrund

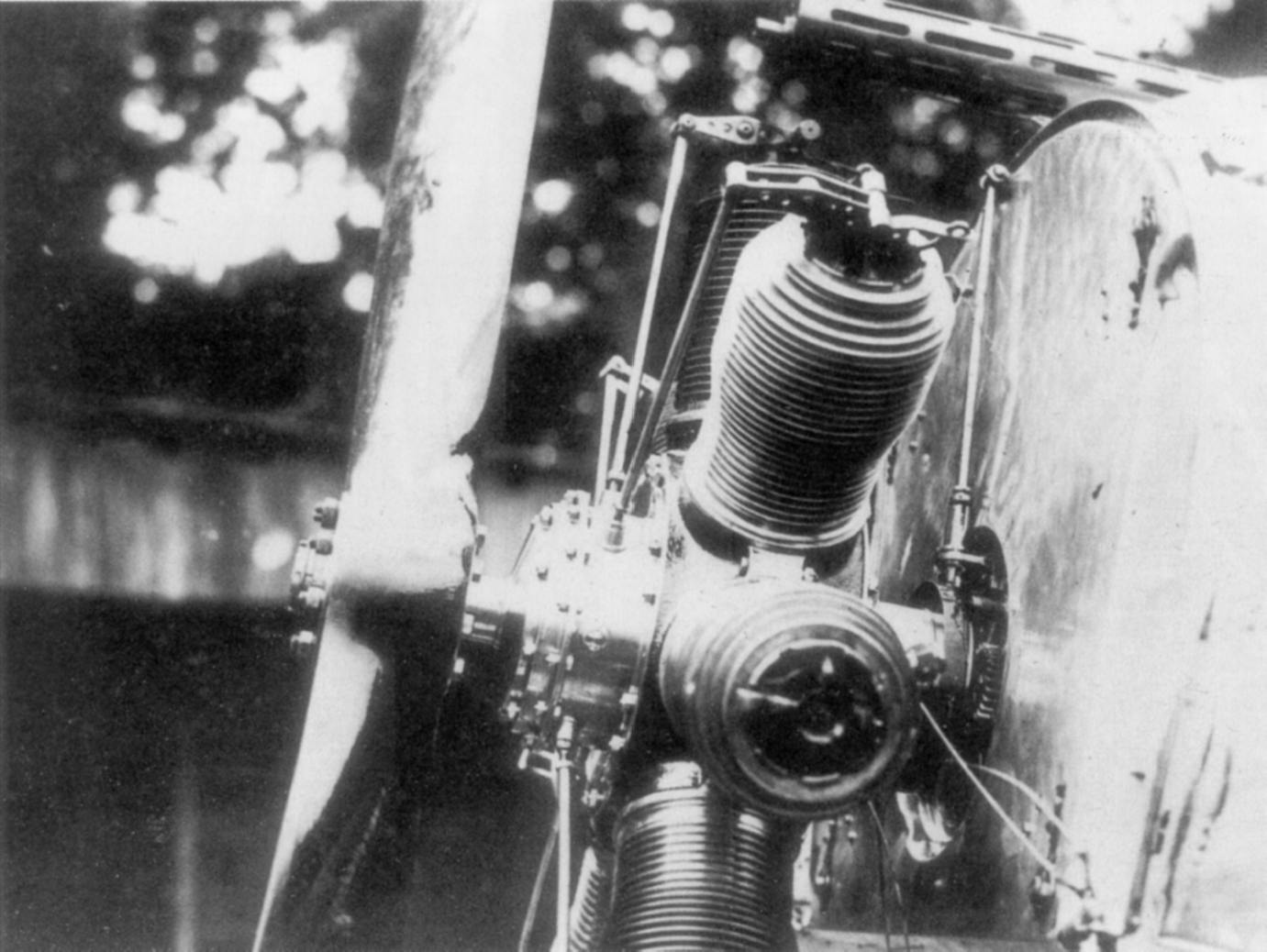
Detail der Stangensteuerung eines Fokker-Eindeckers (mit abgenommener Motorverkleidung)

Die bei Kriegsbeginn noch in den Kinderschuhen steckende militärische Luftfahrt machte dank des Krieges um 1915 rasante Fortschritte. Hatten die Alliierten am Anfang noch die besseren Jagdflugzeuge, wie die Vickers F.B.5 und die Morane-Saulnier L besessen, änderte sich dies mit der Einführung der Fokker E.I Im Sommer 1915. Zuvor war das Versuchsflugzeug des französischen Fliegerasses Roland Garros von den Deutschen erbeutet worden, wodurch diese die von den Alliierten entwickelten Geschossabweiser an den Propellern kennenlernten. Verschiedene deutsche Hersteller, darunter Anton Fokker, wurden zur Untersuchung des Flugzeugs eingeladen und erhielten den Auftrag, die Maschine nachzubauen. Wegen der Durchschlagskraft der deutschen Stahlmantelgeschosse erwiesen sich die Geschossabweiser jedoch als untauglich, weswegen Fokker mit Hilfe seiner Ingenieure ein Unterbrechergetriebe konstruierte.
Der Vorteil des Unterbrechergetriebes bestand darin, dass der Pilot nicht mehr sein unabhängig lafettiertes Maschinengewehr zusätzlich zur Steuerung des Flugzeuges bedienen musste, sondern beides durch Ausrichtung der Flugzeugnase auf das Ziel erledigen konnte und nur noch den Abzug betätigen musste, sobald das feindliche Flugzeug im Fadenkreuz war. Vorherige Versuche, dies zu erreichen, hatten etwa darin bestanden, den Propeller mit Metallplatten zu verstärken, sodass versehentlich den Propeller treffende Kugeln seitlich abgelenkt wurden. Eine andere Variante bestand darin, das MG auf der Oberkante des oberen Flügels (bei Doppeldeckern) zu montieren, sodass es nicht durch den Propellerkreis schoss. Die Entwicklung des Getriebes wird dem Fokker-Ingenieur Heinrich Lübbe zugeschrieben, der dies in wenigen Tagen zustande gebracht haben soll.
Als Träger des neuartigen Waffensystems wurde das Modell vom Typ Fokker A, ein unbewaffneter zweisitziger Aufklärer, ausgewählt. Durch Umbauten entstand der Jagdeinsitzer Fokker E.I, der im Juni 1915 in ersten Exemplaren die Front erreichte. Sie wurden den damaligen Feldfliegerabteilungen einzeln oder in Paaren zugeteilt. Die ersten teils noch Vorserienmodelle waren mit dem Parabellum MG 14 ausgerüstet und zeigten noch Kinderkrankheiten beim Unterbrechergetriebe. Das Parabellum wurde später durch das lMG 08 ersetzt und eine zuverlässigere Mechanik für die Serienmodelle entwickelt.

## Verlauf

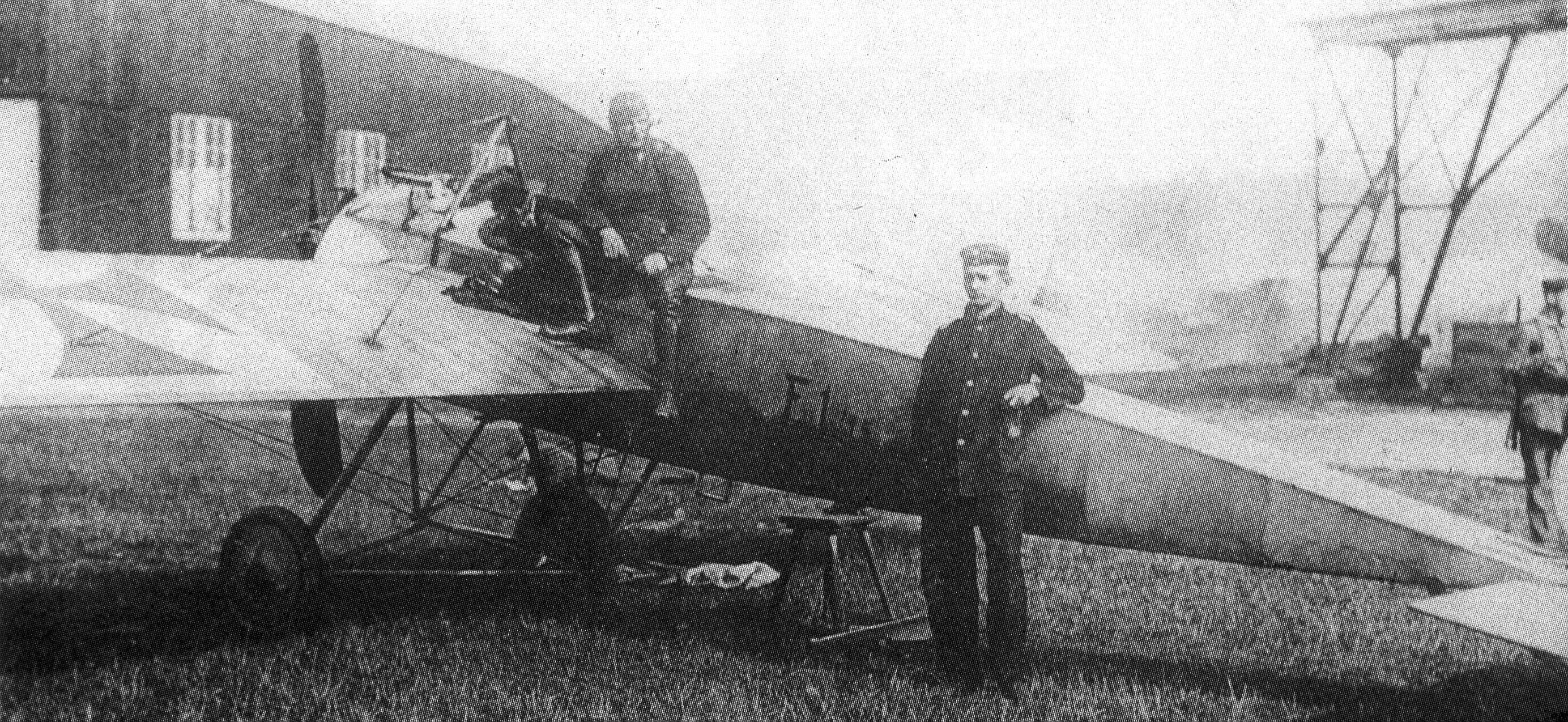
Otto Parschau mit einem Vorserienmodell des Fokker Eindeckers im Sommer 1915

Der erste Luftsieg mit dem Fokker Eindecker gelang mutmaßlich Kurt Wintgens um den 1. Juli 1915 über Lothringen gegen eine französische Morane L. Spätere Asse wie Oswald Boelcke und Max Immelmann erzielten ihre ersten Luftsiege im Zeitraum August/September 1915.
Als Beginn der „Fokker-Plage“ wird gemeinhin der 1. August 1915 angesehen, als britische Royal Aircraft Factory B.E.2-Flugzeuge einen morgendlichen Angriff auf den Flugplatz der Feldfliegerabteilung 62 flogen. Die hier stationierten Boelcke und Immelmann starteten zur Verfolgung und Immelmann konnte ein Flugzeug abschießen. Boelcke, der mit einer Ladehemmung zu kämpfen hatte, ging leer aus.
Zum Zeitpunkt der Schlacht bei Loos im Herbst 1915 befanden sich schon zweistellige Zahlen von Eindecker-Jagdflugzeugen auf deutscher Seite im Einsatz, darunter auch Modelle des Typs Pfalz E.I, die aber von den Briten auch als Fokkers bezeichnet wurden. Im Dezember stieg die Zahl solcher Flugzeuge auf 40. Diese Maschinen konnten aus steilem Winkel und überhöhter Position angreifen. Sie waren dabei im Vorteil, da die meisten gegnerischen Flugzeuge noch zwei Mann Besatzung zu tragen hatten und dadurch langsamer an Flughöhe gewannen. Die eingesetzten Maschinengewehre wurden durch Patronengurte nachgeladen, was einen weiteren Vorteil gegenüber den mit Trommelmagazinen ausgerüsteten britischen Lewis-MGs bedeutete, die von den Piloten im Flug ausgetauscht werden mussten.
Die deutschen Eindecker-Piloten, relativ sicher vor alliierter Gegenwehr, entwickelten in dieser Zeit neue Taktiken und Luftkampfmanöver. Der Angriff aus überhöhter Position, oft mit der Sonne im Rücken, und der steile Wiederaufstieg für einen erneuten Angriff gehörten zum Standardrepertoire. Immelmann entwickelte die Immelmann-Rolle, einen Halblooping, gefolgt von einer seitlichen Rolle, um sich wieder in Position zu bringen. Zu den weiteren deutschen Assen dieser Zeit zählten Hans-Joachim Buddecke, Ernst von Althaus und Rudolf Berthold.
Die Namensgebung „Fokker-Plage“ täuscht allerdings darüber hinweg, dass die Erfolge der deutschen Piloten im Gesamtkontext noch relativ unbedeutend waren. Viele der Luftsiege gingen zu dieser Zeit noch auf das Konto der C-Flugzeuge (ohne starre MGs). Die „offizielle“ Zahl der Fokker-Luftsiege für die zweite Jahreshälfte liegt bei 28 Feindmaschinen. Neben Immelmann und Boelcke konnten nur sieben deutsche Fokker-Piloten Abschüsse in dieser Zeit verbuchen. Im Januar 1916 stieg die Zahl der Abschüsse auf 13 und im Februar auf 21. Der primäre Effekt war psychologisch, da die alliierten Piloten oft schon allein beim Auftauchen deutscher Jagdeinsitzer abdrehten, um einen Kampf zu vermeiden.
Das RFC reagierte mit einer Anweisung vom 14. Januar 1916, dass Aufklärungsflugzeuge nur mit einer Eskorte aus jeweils drei Jagdflugzeugen starten durften. Ging der Kontakt zur Eskorte verloren, musste die Mission abgebrochen werden. Einsätze der Doppelsitzer, bei denen kein Beobachter/MG-Schütze mitflog, wurden eher zur Ausnahme. Der Zwang, mehr Flugzeuge als bisher für eine Mission einzusetzen, führte zu einem Rückgang der Zahl der geflogenen Missionen. Die Alliierten flogen nun meist in größeren Formationen von mehreren Schwärmen auf einmal, die seitlich und vertikal versetzt flogen. Dies erwies sich als probates Mittel, die Verluste einzudämmen. Auch wurde es den deutschen Piloten untersagt, zu weit auf feindliches Gebiet zu fliegen, um zu vermeiden, dass den Alliierten ein Modell mit Unterbrechergetriebe in die Hände fiel. Dies limitierte den Grad der Luftüberlegenheit, den die Deutschen erzielen konnten.

## Ende der „Plage“
Der Anfang vom Ende der deutschen Luftüberlegenheit kam im Februar 1916, als die Deutschen die Schlacht um Verdun eröffneten. Im Laufe der Schlacht kamen immer mehr modernere französische Maschinen vom Typ Nieuport 11 zum Einsatz, die den deutschen Einsitzern in fast allen Belangen überlegen waren. Diese wurden in escadrilles de chasse organisiert, spezialisierten Jagdstaffeln, die in größeren Formationen flogen als die oft noch einzeln oder paarweise fliegenden deutschen Einsitzer. Die Franzosen erreichten relativ schnell die Luftüberlegenheit im Luftraum um Verdun. Die Deutschen reagierten mit der Aufstellung von „Kampfeinsatzkommandos“ und (später) eigenen Jagdstaffeln. Die erste von diesen, die Jagdstaffel 2 (auch Jagdstaffel Boelcke), kam im September 1916 während der Schlacht an der Somme zu ihrem Ersteinsatz.
Auf britischer Seite kamen vermehrt Druckpropellerflugzeuge zur Einführung an der Front, darunter der Doppelsitzer-Aufklärer F.E.2b im Januar 1916 und der Einsitzer-Jäger Airco DH.2 im Februar. Diese Flugzeuge konnten sich gegen die deutschen Einsitzer besser behaupten als ihre Vorgänger. Die DH.2 war deutlich wendiger als die Fokker und erzielte rasch Erfolge. Was diesen Typen noch fehlte, war eine ausreichende Geschwindigkeit, um die leichten deutschen Maschinen zu verfolgen. Im April 1916 wurde von den Briten die Nieuport 16 bei zwei Staffeln eingeführt, die endgültig den deutschen Modellen überlegen war.
Im März 1916 war die „Plage“ so gut wie vorüber und im April landete eine deutsche Fokker E.III versehentlich auf einem britischen Flugplatz, wodurch die Briten in den Besitz des Unterbrechergetriebes kamen. Das Flugzeug wurde gründlich untersucht und festgestellt, dass es nicht die oft behaupteten überlegenen Eigenschaften besaß. Bald erschien mit dem Bristol Scout das erste britische Flugzeug mit Unterbrechergetriebe an der Front, gefolgt vom Sopwith 1½ Strutter.
Der Erfolg der alliierten Doppeldeckertypen, besonders der Nieuports, war so groß, dass einige deutsche Piloten dazu übergingen, erbeutete Exemplare zu fliegen. Die Inspektion der Fliegertruppen (Idflieg) schrieb umgehend ihrerseits Doppeldeckertypen zur Serienproduktion aus, die neuen D-Typen. Unter den ersten dieser neuen Modelle, die in Masse an die Front kamen, waren die Euler D.I und die Siemens-Schuckert D.I. Auch andere D-Modelle, die zum Teil schon seit Ende 1915 in der Erprobung waren, wie die Fokker D-Typen und die Halberstadt D-Typen, wurden jetzt an die Front verlegt und die Eindecker nach und nach ausgemustert.

## Nachspiel
Unter den britischen Journalisten und Politikern, die die „Fokker-Plage“ für eigene Zwecke ausschlachteten und diese grotesk übertrieben, waren der Journalist C. G. Grey und der Parlamentarier Noel Pemberton-Billing. Ihr Ziel war es, Aufträge für die freie Wirtschaft zu erreichen, da die britische Luftfahrtindustrie bis dahin vom staatlichen Royal Aircraft Establishment beherrscht wurde.
Pemberton äußerte bei einer Gelegenheit:

„[…] hunderte, nein tausende von Maschinen sind bestellt worden, die von unseren Piloten als ‚Fokker-Futter‘ [Fokker Fodder] bezeichnet werden […] Ich würde behaupten, dass eine nicht geringe Zahl unserer tapferen Offiziere im Royal Flying Corps eher ermordet als getötet wurden.“

Der Zeitraum, in dem die Alliierten nach der Fokker-Plage Luftüberlegenheit genossen, war relativ gering bemessen. Mitte September 1916 kamen die ersten Albatros D.I an die Front, serienmäßig ausgestattet mit einem Doppel-MG. Die von diesen und späteren Flugzeugen erreichte Trendwende kulminierte im Blutigen April 1917 während der Schlacht bei Arras. Erst mit der Einführung gleichwertiger eigener Modelle und aufgrund hoher numerischer Überlegenheit konnten die Alliierten diese Phase beenden. In der Folgezeit bis zum Ende des Krieges konnten die Deutschen nur durch Schwerpunktbildung zeitweilige lokale Überlegenheit über Teilen der Westfront herstellen. Gegen Kriegsende, im Sommer 1918, kam es zu einer manchmal als „2. Fokker-Plage“ bezeichneten Phase, bedingt durch die Einführung der Fokker D.VII. Dies blieb jedoch ohne nachhaltige Auswirkung auf den am Boden entschiedenen Kriegsverlauf.